# Marianna Madia

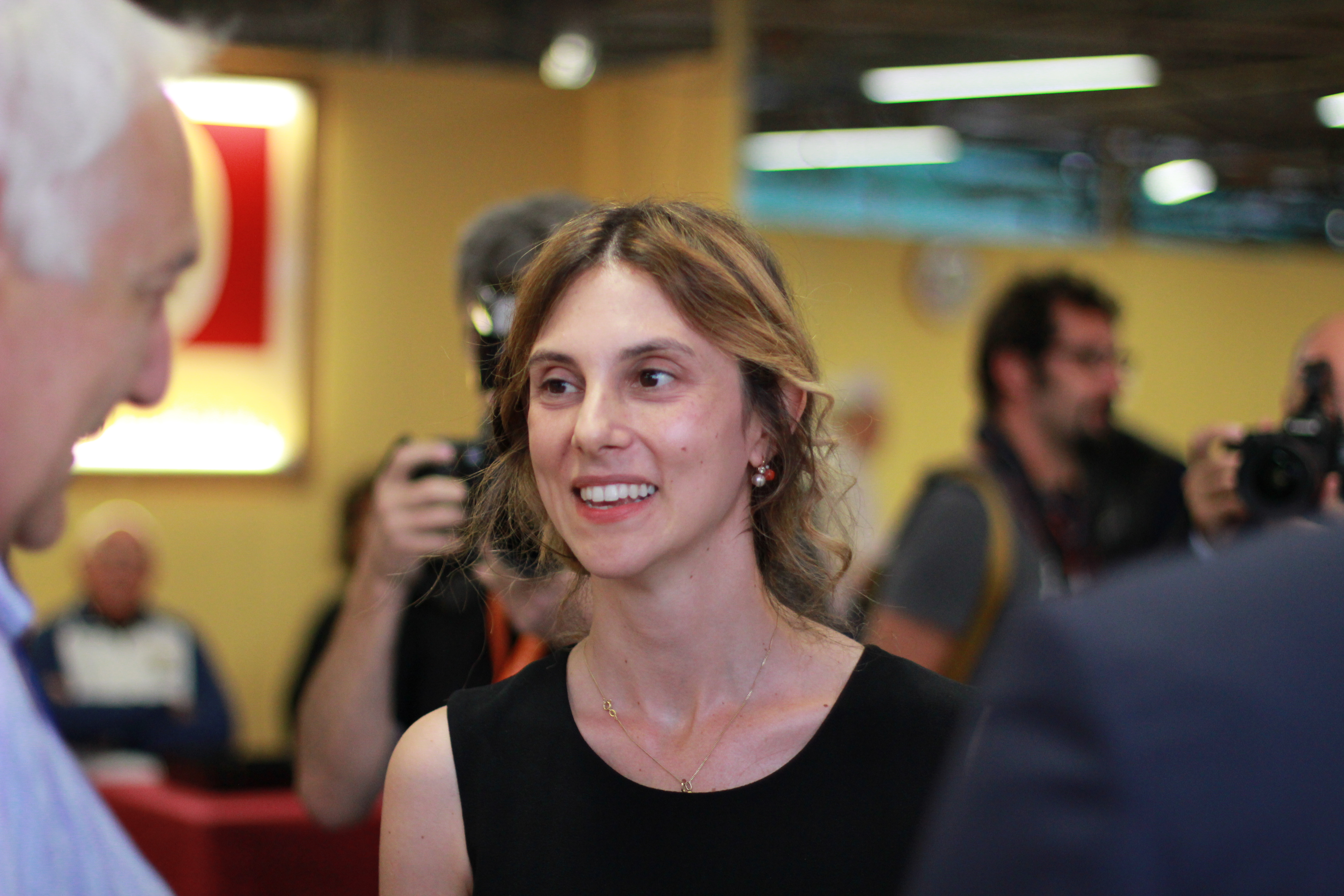
Marianna Madia (2014)

Marianna Madia, geboren Maria Anna Madia (Rome, 5 september 1980), is een Italiaans politica, parlementslid in de Italiaanse Kamer van Afgevaardigden en was minister van Vereenvoudiging en Openbaar Bestuur in het kabinet-Renzi voor de Democratische Partij.

## Biografie
Ze is de dochter van de journalist, acteur en politicus Stefano Madia (1954-2004). Haar basis- en middelbaar onderwijs kreeg ze op de eliteschool Lycée français Chateaubriand. Ze studeerde cum laude af in de politieke wetenschappen en promoveerde vervolgens in arbeidseconomie.
Sinds 2011 is ze lid van de redactie van het tijdschrift Italianieuropei. Ze was onderdeel van het technisch secretariaat van de ondersecretaris aan het voorzitterschap van Enrico Letta tijdens de regering-Prodi van 2006 tot 2008. Ook werkte ze een tijd aan het opzetten van een onderwijsprogramma over duurzaamheid genaamd E-cube (Energie, Ecologie, Economie). Met de eerste aflevering van dit onderwijsprogramma won ze in juni 2008 de speciale prijs van het Europees Milieuagentschap Festival: "Green Wave 21e eeuw."

## Politieke carrière
Met het oog op de algemene verkiezingen werd ze in februari 2008 gevraagd zich te kandideren voor een plaats in de Kamer van Afgevaardigden door de secretaris van de Democratische Partij. Als lijsttrekker in district XV (Rome en ommelanden) werd ze verkozen in de Kamer van Afgevaardigden. Tijdens haar tijd als parlementariër nam ze onder andere het initiatief tot een wet die baanonzekerheid moest terugbrengen. 
Ook bij de verkiezingen van 2013 was ze kandidaat en wordt ze verkozen voor hetzelfde district. Ze uit samen met een oud-minister kritiek op haar partij op de wijze van voorverkiezingen van kandidaten. Ze spraken uit dat de maffia invloed uitoefenden. Later startte er gerechtelijk onderzoek, waarin duidelijk werd dat hun beschuldigingen hout sneden.
De 22 februari 2014 werd ze Minister van Vereenvoudiging en Openbaar Bestuur in het kabinet-Renzi. Ze was acht maanden zwanger tijdens het afleggen van de eed. 
Ze voert als minister ingrijpende hervormingen door het op gebied van openbaar bestuur. Belangrijke punten van haar hervormingen zijn digitaal burgerschap (een soort DigiD), een systeem van vergunningen voor beleggers, grotere transparantie en toegankelijkheid van overheidsgegevens. Ook maakt ze veel regelingen simpeler, met als doel fraude en corruptie tegen te gaan.

## Geschillen en controverses
Haar jonge leeftijd, "de politieke onervarenheid" en een oude liefdesrelatie met de zoon van Giorgio Napolitano werden door de pers bestempeld als voorbehoud bij haar kandidatuur. Zelf omschreef ze haar onervarenheid als voordeel, omdat ze dan met een fris gezicht naar de politiek kon kijken.
In een interview in 2008 sprak ze zich uit tegen abortus, euthanasie en homoseksuele vakbonden. Aangezien dit tegen de lijn van haar partij in ging, ontstond er een controverse toen dit interview opnieuw opdook. Wel is ze voor vrijheid van anderen om hier zelf over te beslissen.

## Publicaties
Ze was redacteur van het boek Een bejaarde welzijn. Vergrijzing of verjonging van de samenleving? gepubliceerd in 2007 door Il Mulino. Zij is de auteur van talrijke artikelen in Arel, een tijdschrift magazine gewijd aan economische kwesties en arbeidsvraagstukken.
In 2011 vond haar volgende publicatie plaats:Verhalen van een Italië dat werkt met een voorwoord van Susanna Camusso, een kroniek van arbeidsbeleid in de drie jaar van de regering-Berlusconi.